# NGC 5881
NGC 5881 је спирална галаксија у сазвежђу Змај која се налази на NGC листи објеката дубоког неба.
Деклинација објекта је + 62° 58' 50" а ректасцензија 15h 6m 20,6s. Привидна величина (магнитуда) објекта NGC 5881 износи 13,3 а фотографска магнитуда 14,2. NGC 5881 је још познат и под ознакама IC 1100, UGC 9729, MCG 11-18-25, CGCG 318-14, IRAS 15053+6310, PGC 53920.